# Scott (Canada)
Scott is een plaats (town) in de Canadese provincie Saskatchewan en telt 110 inwoners (2001).